# Jasánky
Jasánky (německy Asang) jsou zaniklá vesnice v okrese Český Krumlov v Jihočeském kraji. Stávala v blízkosti státní hranice s Rakouskem severozápadně od Pasečné. Místo se nachází v katastrálním území Jasánky, které je součástí obce Přední Výtoň.

## Název

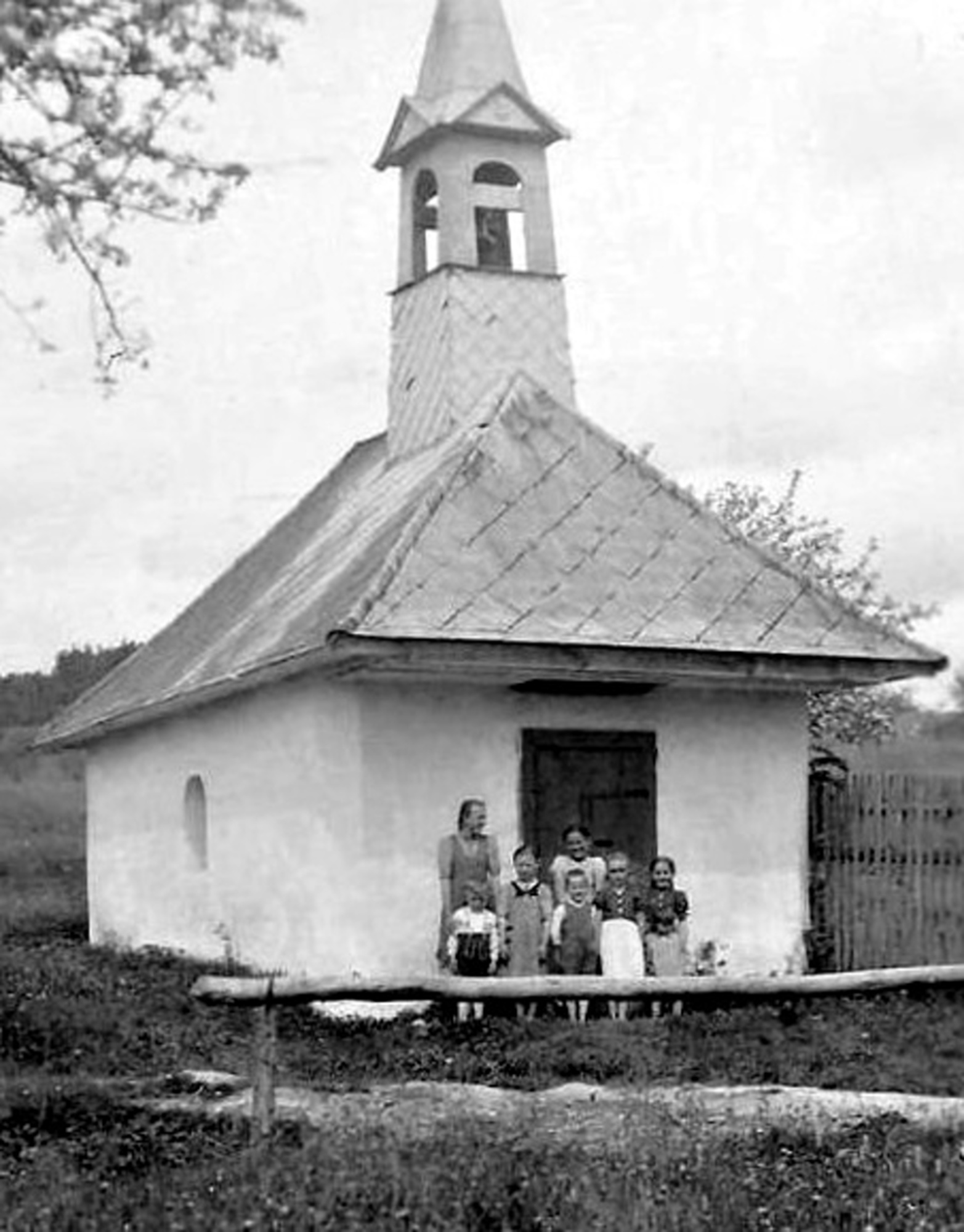
Místní kaple, která zanikla v roce 1956 spolu s vesnicí

Název vesnice je odvozen se středněhornoněmeckého slova âsanc příbuzného s německým slovesem sengen (žhnout) a má podobný význam jako české názvy Žďár nebo Spáleniště. 
České jméno vzniklo roku 1923 neporozuměním jazykovému vývoji. V historických pramenech se název vsi objevuje ve tvarech: Ansak (1379), Assang (1499), Asanng (1510, 1525), Osong (1541), Asanngkh (1565), Osongk (1608), Assang (1654) Asong (1720) a Asang (1789).

## Historie

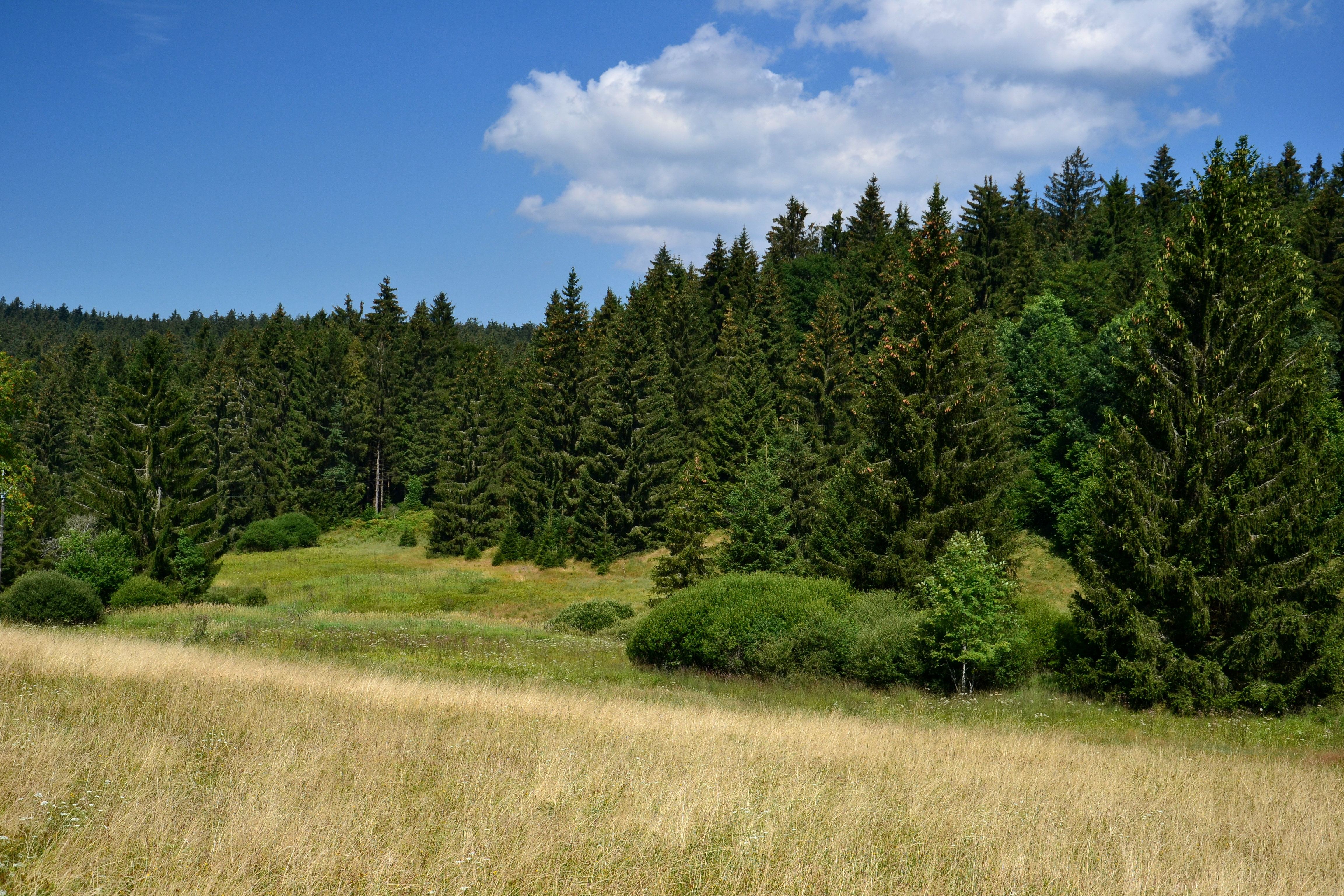
Přírodní rezervace Otovský potok na katastrálním území zaniklé vesnice Jasánky

První písemná zmínka o vesnici pochází z roku 1379.¨Po druhé světové válce bylo německé obyvatelstvo vysídleno a v 50. letech 20. století byla vesnice spolu s dalšími sídly v pohraničním pásmu zničena.

## Přírodní poměry
Katastrální území Jasánky leží na Šumavě, v chráněné krajinné oblasti Šumava. Nachází se v něm přírodní památka Jasánky a čtyři přírodní rezervace: Ježová, Otov, Otovský potok a Světlá.

## Obyvatelstvo
|           | 1869 | 1880 | 1890 | 1900 | 1910 | 1921 | 1930 | 1950 |
| --------- | ---- | ---- | ---- | ---- | ---- | ---- | ---- | ---- |
| Obyvatelé | 177  | 168  | 147  | 121  | 146  | 139  | 129  | 8    |
| Domy      | 28   | 23   | 22   | 22   | 21   | 21   | 22   | 6    |

## Obecní správa
Vesnice stávala v katastrálním území Jasánky o rozloze 19,94 km², které bylo roku 1976 připojeno k obci Přední Výtoň. Při sčítání lidu v letech 1869–1930 byly Jasánky osadou obce Pasečná v okrese Kaplice. Roku 1950 byla uveden jako osada obce Frymburk a v dalších letech jako místní část zanikla.